# Bitva u Gadary
Bitva u Gadary se odehrála v roce 93 př. n. l. mezi Hasmonejci a Nabatejským královstvím. 

## Příčiny
Nabatejci se cítili ohroženi Hasmonejskými aktivitami v Transjordánsku. Alexandr Jannaios dobyl Gadaru, Atmús, Moáb, Gilád a Gazu.

## Bitva
Nabatejský král Obodas I. přepadl Jannaiovo vojsko v kopcovité oblasti u řeky Jarmúk.
Jannaios měl údajně „štěstí, že vyvázl živý.“
Nabatejci zatlačili Hasmonejce hluboko do údolí.